# Conférences de l'Union de Bonn
Les conférences de l'Union de Bonn sont deux séries de conférences théologiques interconfessionnelles en 1874 et 1875 qui sont considérées comme des précurseurs du mouvement œcuménique du XXe siècle.

## Histoire
Ignaz von Döllinger, historien du catholicisme, aspire publiquement depuis les années 1860 à l'unification des confessions chrétiennes. Au moment de la définition dogmatique de l'infaillibilité pontificale et de la primauté du pape au premier concile œcuménique du Vatican en 1870, il est l'un de leurs adversaires les plus éminents. Excommunié en 1871, il est l'une des personnalités fondatrices de l'Église vieille-catholique. Sa correspondance avec l'Église épiscopale des États-Unis l'a encouragé à entreprendre des démarches concrètes pour le rapprochement et la réconciliation de ces confessions chrétiennes « qui reconnaissent que le corps ecclésiastique auquel elles appartiennent n'est pas l'Église par excellence, pas l'Église unique et entièrement autonome, alors qu'une partie de l'Église, laquelle n'est qu'une partie de l'Église, ne peut pas se réclamer être cette Église sainte, catholique et apostolique qui reconnaît le symbolisme ancien. »
Lors du deuxième congrès de l'Église vieille-catholique à Cologne en septembre 1872, une commission de l'unité est créée sous la présidence de Döllinger. Des contacts se font avec la Communion anglicane, le luthéranisme et les Églises réformées ainsi que des représentants de l'Église orthodoxe. Cependant la compréhension inclusive de l'Église fait face à l'exclusivisme traditionnelle avec un modèle d'union que Dollinger appelle « absorbant ». Néanmoins son invitation est acceptée par les théologiens orthodoxes en 1874. D'un autre côté, le luthéranisme confessionnel la refuse.
L'invitation à la conférence de Döllinger du début du mois d'août 1874 aux théologiens intéressés et publiée dans plusieurs revues, consiste :
« Le 14 septembre et les jours suivants, une conférence aura lieu à Bonn, qui réunira les chrétiens des différentes communautés ecclésiastiques qui désirent et espèrent une future grande unification des chrétiens.
Comme base et mesure de la réalisation et de l'aspiration, il y a le Consensus quinquesaecularis qui était indispensable pour les Églises occidentale et orientale avant leur grande séparation.
L'objectif qui devrait être recherché et encouragé au cours de la conférence n'est pas une union absorbante ou une fusion complète des divers corps de l'Église, mais la création d'une communauté ecclésiale sur la base de l'"unitas in necessariis", avec la préservation et le maintien des particularités des églises individuelles ne se référant pas à l'histoire ecclésiastique. »
Les conférences du 14 au 16 septembre 1874 avec 57 participants et celles du 10 au 16 août 1875 86 participants se tiennent à l'université de Bonn, dont le recteur Franz Heinrich Reusch est un soutien de Döllinger. Au début de la première réunion, Reusch accueille les participants et propose ensuite  Döllinger comme responsable de la conférence, il est accepté par acclamation. Parmi les évêques présents, personne n'a été intentionnellement invité pour présider la nature non officielle des discours.
Parmi les thèmes de l'enseignement et de la constitution de l'église, on note, outre la question des sacrements, en particulier la querelle du Filioque.
Les deux conférences adoptent des formulations de consensus de thèse. En 1874, elles contiennent, en règle générale, des délimitations à l'égard des enseignements de l'Église juste après le christianisme primitif. En 1875, elles parlent du Filioque et la Trinité. La méthodologie développée par Döllinger à Bonn pour les conférences d'enseignement œcuménique est prometteuse. Un exemple concret est l'Accord de Bonn en 1931 entre l'Église vieille-catholique et les Églises de la communion Anglicane.